# جشنواره فیلم

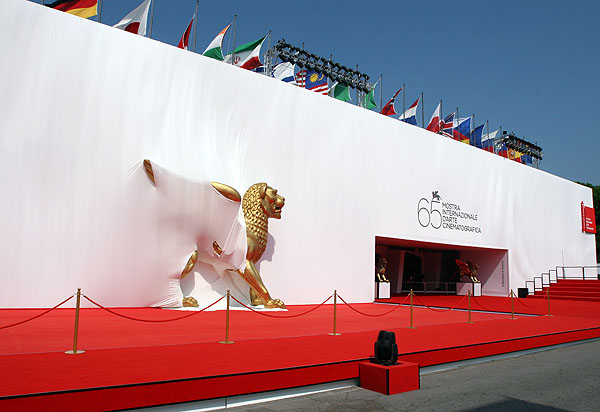
شصت و پنجمین جشنواره فیلم ونیز

جشنوارهٔ فیلم ارائهٔ سازمان‌یافته و گستردهٔ فیلم‌ها در یک یا چند سالن سینما یا محل نمایش، معمولاً در یک شهر یا منطقه است. در برخی از جشنواره‌های فیلم، برخی از فیلم‌ها در فضای باز نمایش داده می‌شوند. فیلم‌ها معمولاً جدید هستند و بسته به تمرکز جشنواره، می‌توانند شامل اکران‌های بین‌المللی و داخلی باشند. برخی از جشنواره‌های فیلم بر یک فیلمساز خاص، ژانر فیلم خاص (مثلاً فیلم‌های ترسناک، پویانمایی یا مستند) یا موضوعی خاص مانند جنگ یا محیط زیست تمرکز دارند. چندین جشنوارهٔ فیلم صرفاً بر ارائهٔ فیلم‌های کوتاه تمرکز دارند. جشنواره‌های فیلم، معمولاً رویدادهایی سالانه هستند.
قدیمی‌ترین جشنوارهٔ فیلم جهان جشنواره فیلم ونیز است. معتبرترین جشنواره‌های فیلم در جهان عبارت‌اند از: جشنوارهٔ فیلم ونیز، جشنوارهٔ کن، جشنوارهٔ فیلم برلین (سه جشنوارهٔ اصلی)، جشنوارهٔ فیلم تورنتو و جشنوارهٔ فیلم ساندنس.

## تاریخچه
نخستین جشنوارهٔ مهم فیلم دنیا که هنوز در حال برگزاریست، جشنوارهٔ فیلم ونیز است که در سال ۱۹۳۲ در ایتالیا تأسیس شد و جشنواره‌های فیلم مهم دیگر دنیا (جشنوارهٔ بین‌المللی فیلم برلین، جشنوارهٔ فیلم کن، جشنوارهٔ فیلم مسکو و جشنوارهٔ فیلم کارلووی واری) در دهه‌های ۱۹۴۰ و ۱۹۵۰ تأسیس شده‌اند.
جشنوارهٔ فیلم ادینبرو در اسکاتلند در سال ۱۹۴۷ تأسیس شده‌است و جشنواره‌ای با طولانی‌ترین فعالیت مداوم و ادامه‌دار در دنیا است.
نخستین و طولانی‌ترین جشنوارهٔ فیلم استرالیا، جشنوارهْ بین‌المللی فیلم ملبورن (۱۹۵۲) و پس از آن جشنوارهٔ فیلم سیدنی (۱۹۵۴) است.
نخستین و طولانی‌ترین جشنوارهٔ فیلم کوتاه در آمریکای شمالی جشنوارهٔ فیلم یورکتون است که در سال ۱۹۴۷ تأسیس شد. نخستبن جشنوارهٔ فیلم بلند آمریکای شمالی، جشنوارهٔ فیلم و ویدئوی بین‌المللی کلمبوس که با عنوان جوایز کریس نیز شناخته می‌شود در سال ۱۹۵۳ تأسیس شد. چهار سال بعد جشنوارهٔ بین‌المللی فیلم سانفرانسیسکو در مارس ۱۹۵۷ برگزار شد که بر فیلم‌های بلند دراماتیک تأکید داشت. این جشنواره نقش مهمی در معرفی فیلم‌های خارجی به مخاطبان آمریکایی داشت. فیلم‌های سال نخست این جشنواره شامل سریر خون از آکیرا کوروساوا و Pather Panchali ساختهٔساتیاجیت رای بود.
اکنون هزاران جشنوارهٔ فیلم در سراسر جهان برگزار می‌شود - از جشنواره‌های مطرحی مانند جشنوارهٔ فیلم ساندنس و جشنوارهٔ فیلم اسلمدنس (پارک سیتی، یوتا)، تا جشنواره‌های ترسناک مانند جشنوارهٔ فیلم وحشت (فیلادلفیا) و جشنوارهٔ موسیقی فیلم پارک سیتی که نخستین جشنوارهٔ فیلم ایالات متحده اسا که به موسیقی در فیلم اختصاص دارد.

## جشنواره‌های فیلم مهم

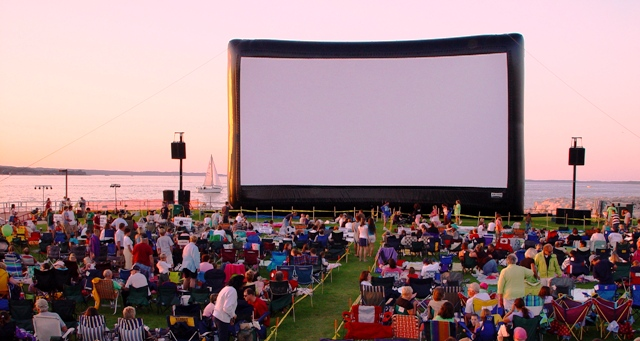
محل برگزاری جشنوارهٔ فیلم تراورس سیتی در تراوس سیتی، میشیگان، ایالات متحده

در آمریکای شمالی، جشنوارهٔ بین‌المللی فیلم تورنتو محبوب‌ترین جشنواره است. این جشنواره در سال ۱۹۷۶ تأسیس شده، و حالا یکی از مهم‌ترین جشنواره‌های فیلم آمریکای شمالی است و به‌طور گسترده‌ای در سطح جهانی فعالیت می‌کند.
جشنوارهٔ بین‌المللی فیلم سیاتل به‌عنوان بزرگ‌ترین جشنوارهٔ فیلم در ایالات متحده شناخته می‌شود که به‌طور معمول بیش از ۴۰۰ فیلم را در یک ماه در سراسر شهر سیاتل نمایش می‌دهد.

### فیلم‌های بلند رقابتی
جشنواره‌های برلین، قاهره، کن، گوآ، کارلووی واری، لوکارنو، ماردل پلاتا، مسکو، سن‌سباستین، شانگهای، تالین، توکیو، ونیز و ورشو توسط فدراسیون بین‌المللی انجمن‌های تهیه‌کنندگان فیلم (FIAPF) معتبر شناخته می‌شوند. برای شرکت در دسته‌بندی رقابتی فیلم‌های بلند، فیلم‌ها باید برای نخستین بار در طول جشنواره‌ها اکران شوند و نه در هیچ مکان قبلی دیگر.

### فیلم‌های تجربی
جشنواره فیلم آن آربر در سال ۱۹۶۳ آغاز شد. این جشنواره قدیمی‌ترین جشنوارهٔ فیلم تجربی در آمریکای شمالی است که به‌طور مداوم فعالیت می‌کند و به یکی از جشنواره‌های برتر فیلم برای فیلمسازان مستقل و تجربی تبدیل شده‌است که آثار خود را به نمایش می‌گذارند.

### فیلم‌های مستقل
در ایالات متحده، جشنوارهٔ فیلم تلوراید، جشنوارهٔ فیلم ساندنس، جشنوارهٔ فیلم آستین، جنوب از جنوب غربی، جشنوارهٔ فیلم ترایبکا در شهر نیویورک و جشنوارهٔ فیلم اسلم‌دنس همگی جشنواره‌های مهمی برای فیلم مستقل در نظر گرفته می‌شوند. جشنوارهٔ فیلم صفر نخستین و تنها جشنوارهٔ انحصاری فیلمسازانی است که با سرمایهٔ شخصی خود فیلم می‌سازند. بزرگ‌ترین جشنوارهٔ فیلم مستقل در بریتانیا، جشنوارهٔ فیلم ریندنس است.

### انیمیشن
جشنواره‌های متعددی به‌طور انحصاری به تولیدات انیمیشنی می‌پردازند:
- جشنوارهٔ بین‌المللی فیلم انیمیشن انسی (در ۱۹۶۰ تأسیس شد و قدیمی‌ترین جشنواره در این دسته‌بندی است)
- جشنوارهٔ پویانمایی زاگرب (تأسیس ۱۹۷۲)
- جشنوارهٔ بین‌المللی انیمیشن اتاوا (تأسیس ۱۹۷۶)
- جشنوارهٔ بین‌المللی پویانمایی هیروشیما (تأسیس ۱۹۸۵)
- جشنوارهٔ انیمیشن فردریکستاد (تأسیس ۱۹۹۴)
- انیماک (تأسیس ۱۹۹۶)

### جشنواره‌های فیلم آمریکای شمالی
جشنوارهٔ بین‌المللی فیلم سانفرانسیسکو که توسط ایروینگ «باد» لوین در سال ۱۹۵۷ تأسیس شد، قدیمی‌ترین جشنوارهٔ سالانهٔ فیلم در ایالات متحده است.
جشنوارهٔ بین‌المللی فیلم ونکوور که در سال ۱۹۵۸ تأسیس شد، یکی از بزرگ‌ترین جشنواره‌های فیلم در آمریکای شمالی است. این جشنواره بر روی فیلم‌های آسیای شرقی، فیلم‌های کانادایی و فیلم‌های غیرداستانی تمرکز دارد. در سال ۲۰۱۶ تعداد تماشاگران این جشنواره ۱۳۳۰۰۰ نفر بود و ۳۲۴ فیلم، نمایش داده شده‌است.
جشنوارهٔ هات داکز کانادا در تورنتو و توسط فیلمساز پل جی تأسیس شد که یک جشنوارهٔ فیلم مستند در آمریکای شمالی است.
جشنوارهٔ فیلم اتاوا کانادا که به اختصار OCanFilmFest نامیده می‌شود، توسط فیلمسازان ساکن اتاوا، جیت پل، اد کوسراک و بلر کمپبل در سال ۲۰۱۵ تأسیس شد و فیلم‌هایی با مدت زمان و ژانرهای مختلف از فیلمسازان سراسر کانادا را به نمایش می‌گذارد.
جشنوارهٔ فیلم ساندنس که توسط استرلینگ ون واگنن (رئیس آن زمان وایلد وود، شرکت رابرت ردفورد)، جان ارل و سیرینا همپتون کاتانیا (هر دو در آن زمان در کمیسیون فیلم یوتا خدمت می‌کردند) تأسیس شد که جشنواره‌ای بزرگ برای فیلم‌های مستقل است.
جشنوارهٔ فیلم ووداستاک در سال ۲۰۰۰ توسط فیلم‌سازانی چون میرا بلاستاین و لوران رجتو راه‌اندازی شد تا فیلم‌های مستقل با کیفیت بالا را در منطقٔه درهٔ هادسون نیویورک به نمایش بگذارد. در سال ۲۰۱۰، ایندی‌وایر جشنوارهٔ فیلم وودستاک را در میان ۵۰ جشنوارهٔ برتر فیلم مستقل در جهان قرار داد.
جشنوارهٔ بین‌المللی فیلم سیاتل که ۲۷۰ فیلم بلند و تقریباً ۱۵۰ فیلم کوتاه را نمایش می‌دهد، بزرگ‌ترین جشنوارهٔ فیلم آمریکا از نظر تعداد تولیدات بلند است.
جشنوارهٔ بین‌المللی فیلم گوادالاخارا در گوادالاخارا، جشنوارهٔ فیلم اوآخاکا، جشنوارهٔ بین‌المللی فیلم مورلیا در مورلیا، میچوآکان مکزیک و جشنوارهٔ بین‌المللی فیلم لوس کابوس که توسط اسکات کراس، شان کراس، و ادواردو سانچز ناوارو در لوس کابوس تأسیس شده‌است از جشنواره‌های مهم فیلم مکزیک هستند.
جشنواره فیلم بین‌المللی شیکاگو در سال ۱۹۶۴ تأسیس شده و به نمایش فیلم‌ها و اثرهای هنری خارجی در سطح گسترده و وسیعی در موارد افسانه‌ای، اجتماعی، فرمت کوتاه، انیمیشن و تجربی و علمی ادامه داده‌است.
جشنوارهٔ فیلم ویل تنها جشنوارهٔ فیلمی است که فیلم‌ها و برنامه‌های ورزشی مستقل را ارائه می‌کند. این جشنواره در ویل، کلرادو در ایالات متحده آمریکا برگزار می‌شود.

### جشنواره‌های فیلم اروپا
مهم‌ترین جشنواره‌های فیلم اروپایی عبارت‌اند از جشنوارهٔ فیلم ونیز (اواخر تابستان تا اوایل پاییز)، جشنوارهٔ فیلم کن (اواخر بهار تا اوایل تابستان) و جشنوارهٔ بین‌المللی فیلم برلین (اواخر زمستان تا اوایل بهار) که به ترتیب در سال‌های ۱۹۳۲، ۱۹۴۶ و ۱۹۵۱ تأسیس شده‌اند.

### جشنواره‌های فیلم آسیا
برخی جشنواره‌های مهم آسیا عبارت‌اند از:
جشنوارهٔ بین‌المللی فیلم هنگ‌کنگ (HKIFF)، جشنوارهٔ فیلم بوسان (BIFF)، جشنوارهٔ بین‌المللی فیلم کوهستان کاتماندو، جشنواره بین‌المللی فیلم ملبورن (MIFF) و کارناوال جهانی فیلم سنگاپور، جشنوارهٔ بین‌المللی فیلم هند، جشنوارهٔ فیلم کرالا

### جشنواره‌های فیلم جهان عرب
چندین جشنوارهٔ بزرگ فیلم در جهان عرب برگزار می‌شود، مانند جشنوارهٔ بین‌المللی فیلم بیروت، جشنوارهٔ بین‌المللی فیلم قاهره (تنها جشنوارهٔ بین‌المللی فیلم‌های بلند رقابتی است که توسط فدراسیون بین‌المللی انجمن تهیه‌کنندگان فیلم در جهان عرب و آفریقا به رسمیت شناخته شده‌است)، جشنوارهٔ فیلم کارتاژ (قدیمی‌ترین جشنوارهٔ آفریقا و جهان عرب) و جشنواره بین‌المللی فیلم مراکش.

## در ایران

### جشنوارهٔ جهانی فیلم تهران

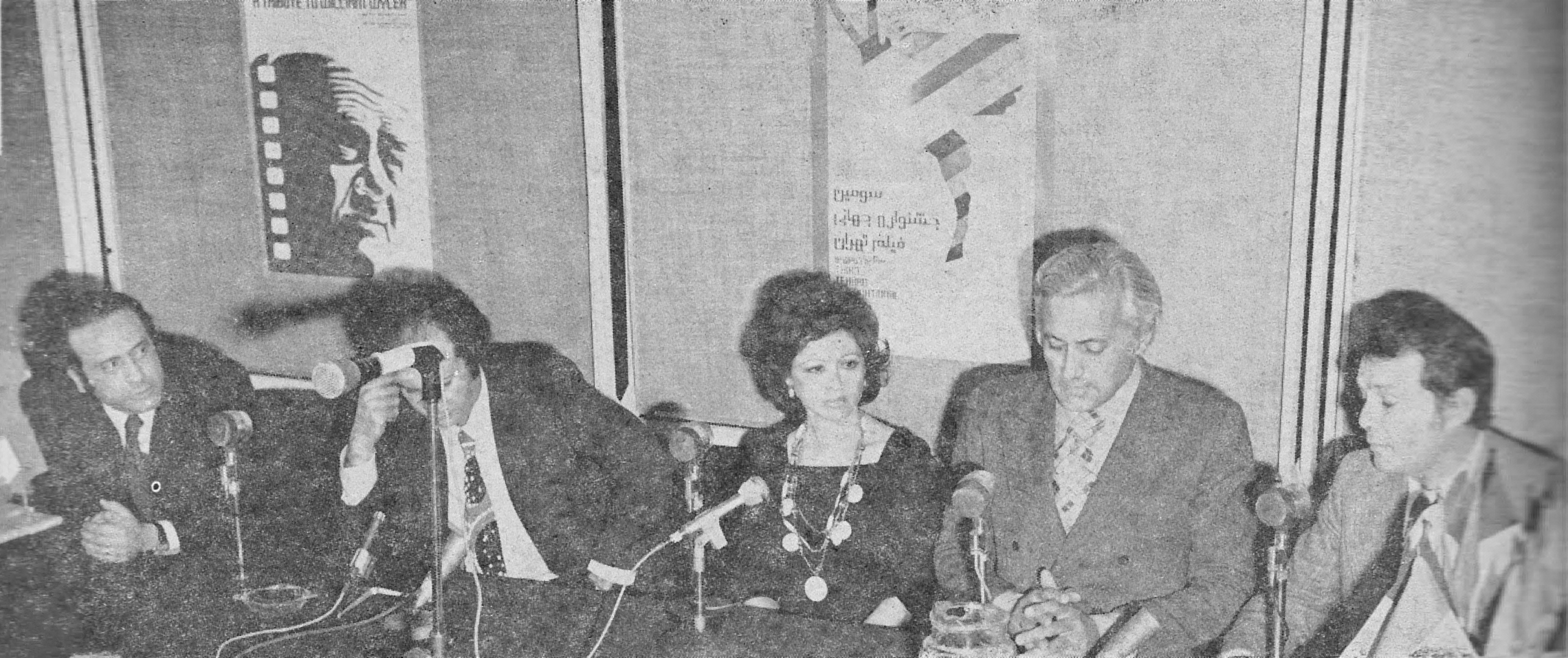
نشست خبری فیلم من راه حل می‌خواهم در سومین دورهٔ جشنوارهٔ جهانی فیلم تهران.

جشنوارهٔ جهانی فیلم تهران از ۱۳۵۱ آغاز شد و تا ۱۳۵۶ برگزار شد. در این جشنواره، فیلم‌های برگزیدهٔ سینمای ایران در کنار آثاری از سایر کشورها به رقابت می‌پرداختند. این جشنواره از سوی دفتر مخصوص شهبانو فرح پهلوی حمایت می‌شد. جشنوارهٔ فیلم تهران از سال ۱۳۵۷ تا ۱۳۶۰ به‌دلیل وقوع انقلاب ۱۳۵۷ و سپس جنگ ایران و عراق متوقف ماند و از ۱۳۶۱ با نام جشنوارهٔ فیلم فجر به فعالیت خود ادامه داد.

### جشنوارهٔ فیلم فجر
جشنوارهٔ فیلم فجر هر سال و همزمان با دههٔ فجر در تهران برگزار می‌شود. این جشنواره توسط بنیاد سینمایی فارابی و زیر نظر وزارت فرهنگ و ارشاد اسلامی برگزار می‌شود. تاکنون ۴۲ دوره از این مراسم برگزار شده‌است که آخرین دورهٔ آن در بهمن ۱۴۰۲ برگزار شد.

### جشن سینمای ایران
جشن سینمای ایران که با نام‌های جشن بزرگ سینمای ایران و جشن خانهٔ سینما نیز شناخته می‌شود، هر ساله در ایران و توسط خانهٔ سینمای ایران برگزار می‌شود. این مراسم در روز ۲۱ شهریور مصادف با روز ملی سینما در ایران، به بهترین‌های سینمای ایران تندیس خانهٔ سینما اهدا می‌شودـ

### جشن حافظ
جشن حافظ مراسمی سالانه است که برای تقدیر از دستاوردهای سینمایی در سینمای ایران و دستاوردهای تلویزیونی در تلویزیون ایران برگزار می‌شود. نخستین دورهٔ جشن حافظ، در سال ۱۳۷۶، توسط مجلهٔ دنیای تصویر برگزار شد و همین دلیل باعث شد که این مراسم با عنوان جایزهٔ دنیای تصویر نیز شناخته شود. این جشن تنها مراسم غیردولتی در میان جشنواره‌ها و جوایز سینمایی است که در ایران برگزار می‌شود.

### جشنوارهٔ بین‌المللی فیلم رشد
جشنوارهٔ بین‌المللی فیلم رشد جشنواره‌ای است که هر سال توسط سازمان پژوهش و برنامه‌ریزی آموزشی و دفتر تأمین رسانه‌های آموزشی وزارت آموزش و پرورش ایران برگزار می‌شود. این جشنواره با ۵۸ سال سابقه و ۵۰ دورهٔ برگزاری، قدیمی‌ترین جشنوارهٔ فیلم در ایران است.